# Arria Fadilla
Arria Fadilla (voor 72 n.Chr. - voor 138 n.Chr.) was de moeder van de Romeinse keizer Antoninus Pius.
Arria Fadilla was waarschijnlijk afkomstig uit Nemausus (het huidige Nîmes), dat toen gelegen was in de Romeinse provincie Gallia Narbonensis. Zij behoorde tot de lokale provinciale adel. Zij was de dochter van de tweemalige consul suffectus Gnaeus Arrius Antoninus en diens vrouw Boionia Procillia. Haar eerste huwelijk was met Titus Aurelius Fulvus, de consul van 89. Op 19 september 86 werd zij moeder van de latere keizer Antoninus Pius. Haar tweede echtgenoot was de consul suffectus van 98, Publius Julius Lupus. Uit dat huwelijk werd een dochter, Iulia Fadilla geboren. Zij stierf enige tijd voor 138, in welk jaar de Senaat besloot een standbeeld voor haar op te richten. Op twee grote loden leidingen in Padua wordt zij in een inscriptie vermeld.

## Voetnoten
1. ↑  Zij zal ten minste veertien zijn geweest voordat zij moeder werd.
2. ↑  Historia Augusta, Vita Pii , 1, 3-6;
3. ↑  Historia Augusta, Vita Pii, 5, 2.